# Конов, Дмитрий Владимирович
Дми́трий Влади́мирович Ко́нов (род. 2 сентября 1970, Москва) — российский менеджер высшего звена, известен в качестве руководителя холдинга «СИБУР», который возглавлял с 2006 по 2022 год.
Из-за вторжения России на Украину находится под санкциями ЕС, Великобритании, Швейцарии, Австралии, Украины, Новой Зеландии. В июне 2022 года Конов подал апелляцию в суд ЕС с требованием исключить его из санкционных списков.

## Биография
Родился в Москве. Отец — картограф-геодезист, мать — специалист в Институте высоких температур Академии наук. Учился в английской спецшколе, поступил в МГИМО. В 1988 году был призван в Советскую армию, дослужился до сержанта, служил в Баку, где оказался в центре боевых действий. Работал трейдером в АКБ «Международная финансовая компания» (1994—1997), трейдером в компании «Ренессанс Капитал» (1997—1998). В дальнейшем работал в казначействе ОАО НК «ЮКОС» (1998—2000). В 2001 году получил степень МВА в IMD. В том же году стал занял должность вице-президента — начальника департамента инвестиционно-банковской деятельности, управляющего директора дирекции корпоративных финансов АКБ «Доверительный и инвестиционный банк» (в 2003 году переименован в «Траст»).

#### Сибур
В начале 2004 года Дмитрий Конов перешёл на работу в нефтехимический холдинг «Сибур» на должность советника президента Александра Дюкова.
В разное время он исполнял обязанности вице-президента по стратегическому развитию и анализу, вице-президента по корпоративной политике и стратегии, старшего вице-президента по корпоративной политике и стратегии, старшего вице-президента по развитию бизнеса-руководителя дирекции пластиков и органического синтеза в группе «Сибур». Но основной задачей, поставленной перед Коновым, была реструктуризация активов и выпрямление корпоративной структуры компании. Также необходимо было урегулировать корпоративный долг в 2,5 миллиарда долларов перед «Газпромом». Менее чем за год была ликвидирована перекрёстная схема владения, были достигнуты договорённости с кредиторами, причём в основном этим занимался именно Конов. Удалось преобразовать долги компании в её акции во владении бывших кредиторов, что дало возможность направлять оборотные средства не на погашение долгов, а на инвестиции. В 2005 году Конов принимал участие в создании стратегии развития компании.
Приняв решение об уходе из компании, Дюков рекомендовал на пост президента Дмитрия Конова. В ноябре 2006 года Конов возглавил ООО «Сибур».

#### Президент компании
Весной 2008 года Конов с четырьмя заместителями предложили владельцу «Сибура» «Газпромбанку» выкупить контроль над компанией. Сделка оценивалась примерно в 53,5 млрд рублей, что потенциально делало её крупнейшей сделкой MBO в истории России. Однако из-за начавшегося финансового кризиса сделка не состоялась. В итоге в 2011 году компания была продана Леониду Михельсону.
Были подписаны долгосрочные контракты с газовыми и нефтяными компаниями, обеспечивающие поставки побочных продуктов нефтегазодобычи в качестве сырья для предприятий «Сибура». Под управлением Конова началось преобразование Сибура из преимущественно энергетически-сырьевой в нефтехимическую компанию за счет строительства новых и расширения существующих производств по производству полимеров, это позволило расширить рынки сбыта и увеличить маржинальность и устойчивость бизнеса. В рамках реструктуризации компании были признаны непрофильными активами, выделены в отдельные субхолдинги и в дальнейшем проданы производство шин и удобрений. Инвестиции от эффективной продажи непрофильных активов наряду с прибылью от основной деятельности были направлены в проекты по полимерам.
В 2012—2014 годах были завершены крупные инвестиционные проекты: продуктопровод из Ямало-Ненецкого АО до Тобольска, крупнейшие в России производства полимеров в Нижегородской области, Тобольске, Башкирии, Воронеже, терминал по перевалке СУГов в Усть-Луге.
Это позволило «Сибуру» к 2015 году стать лидером в области импортозамещения среди российских производителей, по оценке журнала Forbes, и к 2019 году значительно снизить долю импорта в общероссийском потреблении полипропилена, ПВХ, ПЭТФ и полистирола.
В 2014 году начато строительство и в 2020 году было запущено на полную мощность крупнейшее в современной России нефтехимическое предприятие «Запсибнефтехим».
Значительные суммы были направлены на текущий ремонт и поддержание основных фондов заводов.
К 2016 году компания оценивалась в 13,8 миллиардов долларов при нулевой оценке стоимости в 2003 году.

### Председатель правления
С 2018 года занимает должность председателя правления ПАО «СИБУР Холдинг», сосредоточившись на стратегических задачах организации: цифровизация, развитие экономики замкнутого цикла.
При его участии в 2018-м в Индии совместно с крупнейшим местным производителем Reliancе началось строительство завода «Reliance SIBUR Elastomers Private Limited», специализирующегося на производстве бутилкаучука, причём «СИБУР» впервые выступил в роли лицензиара российских интеллектуальных технологий на территории Индии. В 2019 году завод был запущен. Реализация проекта полностью закрывает потребность Индии в бутилкаучуке и галобутилкаучуке.
В 2020 году Конов занял 7 место в рейтинге ICIS TOP-40 Power Players как топ-менеджер, под управлением которого СИБУР значительно вырос.
В 2021 году началось строительство Амурского ГХК, это совместное предприятие СИБУРа и Sinopec по производству полиэтилена и полипропилена с высоким экспортным потенциалом.
В 2021 году произошло слияние «Сибура» и крупного нефтехимического холдинга «ТАИФ». Переговоры о том или ином взаимопроникновении холдингов длились более десяти лет.
«Сибур» под управлением Конова приступил к активной цифровой трансформации компании: внедряются технологии виртуальной реальности, позволяющие удаленно контролировать производственные процессы и работу промышленного оборудования. «Сибур» одним из первых в мире и первым в России внедрил систему цифрового моделирования в нефтехимическое производство, запустив проект высокоточного моделирования физико-химических процессов в реакторе полиэтилена высокого давления.
Также развивается ESG направление: в 2022 году был запущен завод по выпуску «зелёной» ПЭТ-гранулы, содержащей вторичное сырье, заключено соглашения с Минприроды РФ и Российским экологическим оператором по раздельному сбору вторичного сырья и его переработке; реализуются образовательно-просветительские инициативы, направленные на развитие в обществе культуры раздельного сбора и переработки отходов. «Сибур» занял второе место в ESG-рэнкинге российских компаний в 2021 году. В 2022 году в рейтинге Sustainalitycs СИБУР вошел в топ-8 компаний глобальной химической отрасли и 1% компаний по группе «Базовая химия» с самым низким уровнем ESG-рисков.
После введения против него персональных санкций ЕС и Великобритании, Конов покинул должность председателя правления компании и вышел из состава всех управляющих компанией органов.

### Прочие проекты
Дмитрий Конов является членом попечительского совета РНФ. Ранее был председателем попечительского совета Тюменского государственного университета, РФБ, Высшей школы менеджмента СПбГУ и Российского государственного университета нефти и газа
Принимал участие в разработке Концепции национальной системы безопасного обращения химической продукции, которая послужила основой технического регламента и других нормативных документов. За разработку и внедрение научных основ для создания национальной системы безопасного обращения химической продукции был удостоен премии правительства Российской Федерации в области науки и техники.

## Международные санкции
Находится под персональными международными санкциями разных стран.
С 9 марта 2022 года находится под санкциями всех стран Европейского союза так как «работает в отраслях экономики, обеспечивающих существенный источник дохода для Правительства Российской Федерации, которое ответственно за аннексию Крыма и дестабилизацию Украины».
С 16 марта 2022 года находится под санкциями Швейцарии. С 6 апреля 2022 года находится под санкциями Австралии. С 24 мая 2022 года находится под санкциями Великобритании.
В июне 2022 года Конов подал апелляцию в суд ЕС с требованием исключить его из санкционных списков.
С 12 октября 2022 года находится под санкциями Новой Зеландии. Указом президента Украины Владимира Зеленского от 19 октября 2022 находится под санкциями Украины.

## Состояние
В 2017 году Дмитрий Конов вошёл в список богатейших россиян, составленный журналом Forbes. Благодаря действовавшей в «Сибуре» программе стимулирования менеджмента акциями компании Дмитрий Конов приобрёл 4 % акций компании, оценивавшиеся в 535 миллионов долларов, он занял 193 строку в рейтинге. Сам Конов отмечает, что основу состояния, учитываемого в Forbes, составляют акции «Сибура», которые не являются живыми деньгами: «Они внутри СИБУРа». Также входит в рейтинг «Forbes» директоров-капиталистов. В 2018 году Конов продал 0,25 % пакета акций другим менеджерам холдинга, тем самым сократив свой пакет. В 2022 году Дмитрий Конов продал все свои акции «Сибура» и перестал быть миноритарным акционером.
В интервью сообщал, что владеет домом в Каннах, московская недвижимость заключается в апартаментах в элитном московском жилом комплексе Noble Row.

## Личная жизнь
В 2001 году Конов познакомился с фотомоделью Катариной Конкс (род. в 1982 году). В 2016 году пара заключила официальный брак. Супруги воспитывают сына.
Увлекается баскетболом, болеет за ЦСКА. Сам с детства играет в баскетбол, выступал в студенческом первенстве Москвы, представляя МГИМО. Является основателем внутрикорпоративной баскетбольной лиги в СИБУРе.
В 2016 году Дмитрий Конов месте с супругой оказался в центре спортивного скандала, когда на финальном матче Евролиги между ЦСКА и «Фенербахче» на Катарину, сидевшую в первом ряду, едва не упал турецкий форвард Никола Калинич. Сидевший рядом с супругой Конов успел встать на его пути. Это вызвало возмущение спортсмена и его болельщиков, из-за которого матч пришлось на некоторое время прервать. Впоследствии Конов извинился перед Калиничем, но Евролига дисквалифицировала его на сезон, разрешив посещать только домашние матчи ЦСКА. Из-за инцидента Дмитрий Конов стал реже бывать на баскетбольных матчах, а его жена вовсе перестала их посещать.

## Награды
- Орден Александра Невского (18 ноября 2021 года) — за достигнутые трудовые успехи и многолетнюю добросовестную работу[58]
- Орден Почёта (9 августа 2019 года) — за достигнутые трудовые успехи, активную общественную деятельность и многолетнюю добросовестную работу[59]
- Командор ордена Звезды Италии[60]
- премия правительства Российской Федерации в области науки и техники[42]
- знак отличия «За заслуги перед Тюменской областью»
- почётный знак РСПП[40]